# بن مندلسون
بن مندلسون (بالإنجليزية: Ben Mendelsohn)‏ (و. 1969 – م) هو ممثل من أستراليا . ولد في ملبورن .

## روابط خارجية
- بن مندلسون على موقع IMDb (الإنجليزية)
- بن مندلسون على موقع ألو سيني (الفرنسية)
- بن مندلسون على موقع ميوزك برينز (الإنجليزية)
- بن مندلسون على موقع أول موفي (الإنجليزية)
- بن مندلسون على موقع بوكس أوفيس موجو (الإنجليزية)
- بن مندلسون على موقع ديسكوغز (الإنجليزية)
- بن مندلسون على موقع قاعدة بيانات الفيلم (الإنجليزية)